# HTV-X1
HTV-X1 — первый полёт и техническая демонстрационная миссия беспилотного грузового космического корабля одноразового использования HTV-X, предназначенного для пополнения запасов Международной космической станции (МКС). Его запуск планируется на октябрь 2025 года.

## Груз
В герметичном отсеке HTV-X1 понесёт следующую полезную нагрузку:
- продукты питания;

- DRCS (демонстрационная система удаления углекислого газа);

- NORS (система подзарядки азотом/кислородом);

- бак RST (бак для пополнения запаса воды).

В качестве негерметичного груза HTV-X1 понесёт следующую полезную нагрузку:
- i-SEEP, открытая экспериментальная платформа.

В дополнение к основной миссии по доставке груза для пополнения запаса на МКС, HTV-X1 понесёт следующую полезную нагрузку:
- DELIGHT, демонстрация технологии лёгкой раздвижной плоской антенны;

- Mt.FUJI, демонстрация технологии лазерной дальнометрии спутников;

- H-SSOD, для развёртывания кубсата Ten-Koh 2 после вылета с МКС.